# 全民健走日

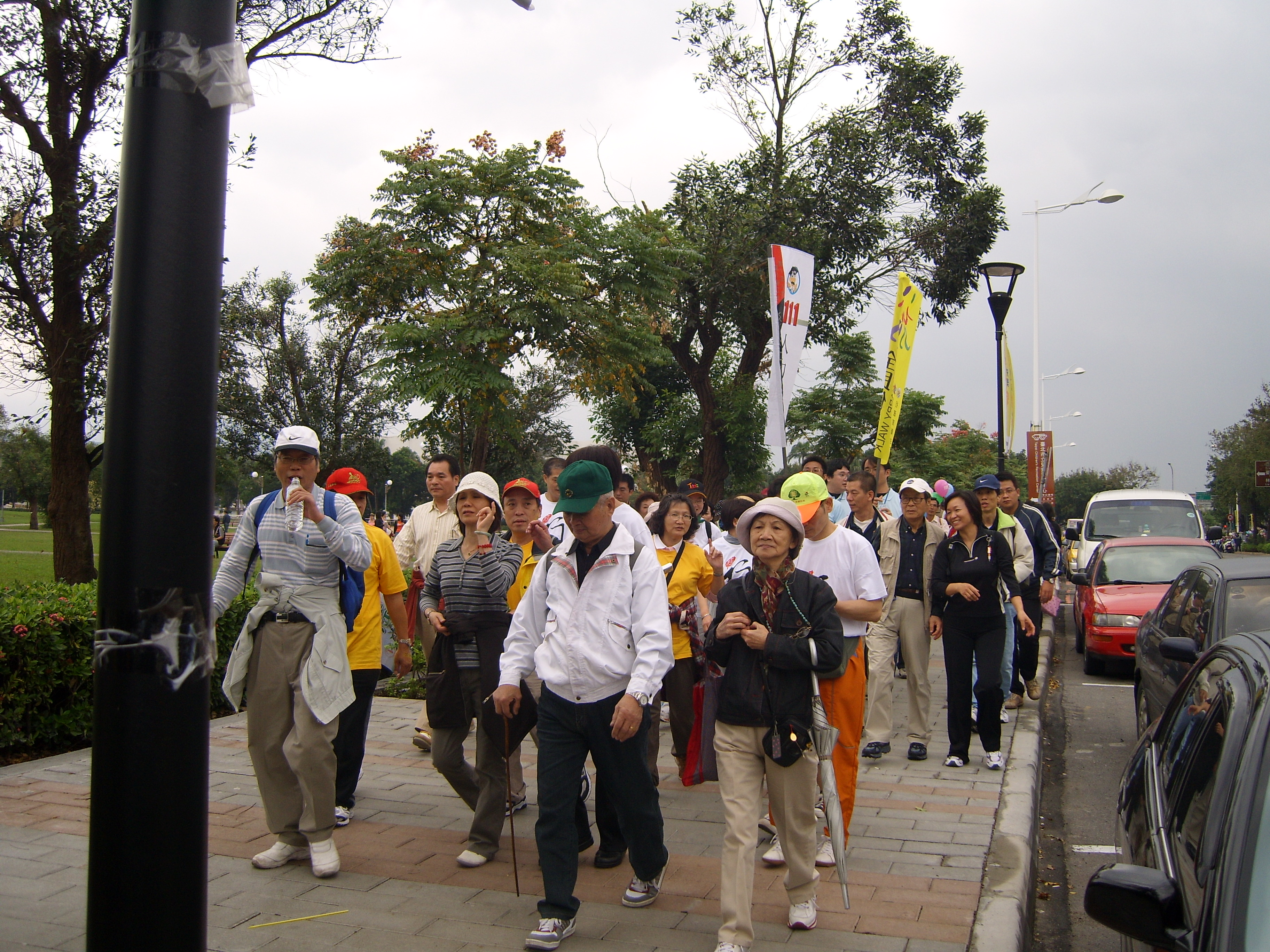
在台北進行的「全民健走日」活動。

全民健走日是一項由行政院體育委員會與行政院衛生署聯合舉辦的活動，目的是鼓勵健走運動的推展而舉行的活動，衛生署自95年起訂定每年11月11日為「全民健走日」每年都會在各縣市舉行，其中台北市是由希望基金會主辦而受到矚目。